# Animal (Fuck Like a Beast)
Animal (Fuck Like a Beast), även Animal (F**k Like a Beast), är det amerikanska heavy metal-bandet W.A.S.P.:s debutsingel, utgiven i april 1984. Låten finns med på 1998 års återutgåva av bandets debutalbum W.A.S.P. Singelns konvolut visar sångaren Blackie Lawless blygdkapsel med sågklinga.
Låttexten föranledde upprördhet och ledde till att bland andra Tipper Gore bildade Parents Music Resource Center (PMRC), en organisation med syfte att kontrollera barns och ungdomars tillgång till musik som PMRC ansåg hade ett särskilt våldsamt och sexuellt innehåll. "Animal (Fuck Like a Beast)" sattes upp på PMRC:s lista The Filthy Fifteen.
W.A.S.P. slutade att spela låten 2006 och tre år senare, 2009, lovade Blackie Lawless, med hänvisning till sin kristna tro, att bandet aldrig mer skulle spela låten live. Trots detta framförde W.A.S.P. låten 2022.

## Medverkande
- Blackie Lawless – sång, basgitarr
- Chris Holmes – gitarr
- Randy Piper – gitarr
- Tony Richards – trummor